# Придолинівка
Придоли́нівка — село в Україні, у Запорізькому районі Запорізької області. Входить до складу Петро-Михайлівської сільської громади. Колишній орган місцевого самоврядування — Тернівська сільська рада. 
Площа села – 13 га. Кількість дворів – 15, кількість населення на 01.01.2007 р.  –  27 чол. 

## Географія
Село Придолинівка знаходиться на лівому березі струмка Осокорівка в місці впадання його в річку Плоска Осокорівка, нижче за течією на відстані 1 км розташоване село Тернівка. Поруч проходить автомобільна дорога М18 (E105).
Село розташоване за 37 км від міста Вільнянськ, за 47 км від обласного центру. 
Найближча залізнична станція – Славгород-Південний (Дніпропетровська область) – знаходиться за 10 км від села.

## Населення

### Мова
Розподіл населення за рідною мовою за даними перепису 2001 року:
| Мова       | Кількість | Відсоток |
| ---------- | --------- | -------- |
| українська | 38        | 86.36%   |
| російська  | 4         | 9.09%    |
| білоруська | 2         | 4.55%    |
| Усього     | 44        | 100%     |

## Історія
Село утворилась наприкінці 1920-х років як хутір Дніпрельстан.
В 1932-1933 селяни пережили сталінський геноцид.
З 24 серпня 1991 року село входить до складу незалежної України.
День села відзначається 23 вересня.